# NR 뉴월드
《NR 뉴월드》는 매주 월요일 자룡, 골왕이 다음 웹툰에서 연재하는 웹툰이다. 2017년 2월 20일에 시즌 1이 완결됐고, 2019년 10월 14일부터 시즌 2 연재를 시작했다.